# Dynamische belasting
Een dynamische belasting is een mechanische belasting die een bouwwerk in beweging brengt. Dat wil zeggen dat de vervormingen van de constructie afwisselend groter en kleiner worden. Omgekeerd resulteert het versnellen van een gebouw (bijvoorbeeld door een aardbeving) volgens de stelling van D'Alembert of de derde wet van Newton tot extra spanningen en krachten.
Omdat, behalve het eigen gewicht van de constructie, alle belastingen in meer of mindere mate variëren, en dus ook door alle belastingen de vervormingen van het bouwwerk groter en kleiner worden, wordt in de (Nederlandse) norm gesteld dat alleen die belastingen als dynamisch worden gezien die versnellingen veroorzaken van 0,5 m/s².
Een voorbeeld van een dynamische belasting is een zwemmer die op het uiteinde van een duikplank door opspringen de plank in een op- en neergaande beweging brengt. Ook het springen van een groep mensen op een brug zal deze brug merkbaar in beweging brengen.

## Vermoeiing
Dynamische belastingen veroorzaken spanningswisselingen in de constructie. Deze spanningswisselingen kunnen door vermoeiing aanleiding geven tot breuk van het materiaal.

## Eigenfrequentie
Voorkomen moet worden dat de frequentie van de belasting dicht in de buurt komt van de eerste (of volgende) eigenfrequentie van de constructie. Wanneer de frequentie van de belasting toch in de buurt komt van een eigenfrequentie van de constructie zal – door resonantie – de doorbuiging en bijbehorende spanningen snel toenemen met bezwijken van de constructie als resultaat.
statische belasting ·
dynamische belasting

permanente belasting · 
veranderlijke belasting · 
bijzondere belasting ·
momentane belasting

uiterste grenstoestand · 
bruikbaarheidsgrenstoestand ·
belastingsfactor

puntlast · 
lijnlast · 
vlaklast · 
verhinderde vervorming